# 地方環境事務所
地方環境事務所（ちほうかんきょうじむしょ）とは、日本の環境省の地方支分部局。2005年（平成17年）10月1日に、それまでの自然保護事務所と地方環境対策調査官事務所を統合する形で、環境庁時代を含め、同省初の地方支分部局として全国7箇所に設置された。基本的には、自然保護事務所と地方環境対策調査官事務所の職務を引き継いでいるが、環境大臣の法令権限や予算執行権限を委任できる地方支分部局となり、より権限等が強化されている。2017年（平成29年）7月14日に東北地方環境事務所管下の福島環境再生事務所を格上げして福島地方環境事務所が設置され、8ヶ所となった。

## 主な職務
- 公害防止計画の策定の指示及び同意に関すること。
- 国土利用計画のうち全国計画の作成に関すること（環境の保全に関する基本的な政策に係るものに限る。）。
- 特定有害廃棄物等の輸出、輸入、運搬及び処分の規制に関すること（貿易管理に関するものを除く。）。
- 環境基準の設定に関すること。
- 公害の防止のための規制に関すること。
- 公害に係る健康被害の補償及び予防に関すること。
- 公害の防止のための事業に要する費用の事業者負担に関する制度に関すること。
- 自然環境が優れた状態を維持している地域における当該自然環境の保全に関すること。
- 自然公園及び温泉の保護及び整備並びにこれらに関する事業の振興に関すること。
- 景勝地及び休養地並びに公園（都市計画上の公園を除く。）の整備に関すること。
- 野生動植物の種の保存、野生鳥獣の保護及び狩猟の適正化その他生物の多様性の確保に関すること。
- 人の飼養に係る動物の愛護並びに当該動物による人の生命、身体及び財産に対する侵害の防止に関すること。
- 自然環境の健全な利用のための活動の増進に関すること。
- 廃棄物の排出の抑制及び適正な処理（浄化槽によるし尿及び雑排水の処理を含む。）並びに清掃に関すること。
- 石綿による健康被害の救済に関すること（他の府省の所掌に属するものを除く。）。
- 環境の保全の観点からの次に掲げる事務及び事業に関する基準、指針、方針、計画その他これらに類するものの策定並びに当該観点からのこれらの事務及び事業に関する規制その他これに類するものに関すること。
  - 温室効果ガスの排出の抑制
  - オゾン層の保護
  - 海洋汚染の防止
  - 工場における公害の防止のための組織の整備
  - 工場立地の規制
  - 公害の防止のための施設及び設備の整備
  - 下水道その他の施設による排水の処理
  - 放射性物質に係る環境の状況の把握のための監視及び測定
  - 森林及び緑地の保全
  - 化学物質の審査及び製造、輸入、使用その他の取扱いの規制
  - 事業活動に伴い事業所において環境に排出される化学物質の量及び事業活動に係る廃棄物の処理を事業所の外において行うことに伴い当該事業所の外に移動する化学物質の量の把握並びに化学物質の管理の改善の促進
  - 農薬の登録及び使用の規制
  - 資源の再利用の促進
  - 河川及び湖沼の保全
  - 環境影響評価

など

## 組織
福島地方環境事務所は職掌の性格が異なるため組織も大きく異なる。以下は福島以外の7地方環境事務所についてである。
- 所長
- 保全統括官（近畿を除く）：所長の補助等
- 総務課：機密、人事、事務所の総合調整、文書管理、会計、物品管理等
- 資源循環課：循環型社会の形成、特定有害廃棄物等、廃棄物の輸出入、下水道に関する事務等
- 環境対策課：環境の保全に関する理解の増進、環境教育、石綿による健康被害の救済、地球温暖化、大気汚染防止、水質汚濁防止、土壌汚染対策、ダイオキシン、農薬に関する事務等
- 放射能汚染対策課（関東のみ）：放射性物質汚染対処特措法に基づく事故由来放射性物質による環境の汚染への対処
- 国立公園課：自然環境保全地域、世界自然遺産、国立公園、自然再生に関する事務等
- 野生生物課：希少野生動植物種、鳥獣保護、外来生物、ラムサール条約に関する事務等
- 自然環境整備課：自然環境保全地域、世界自然遺産、国立公園、鳥獣保護区、ラムサール条約などに関する施設の整備等
- 統括自然保護企画官：自然環境の保護及び整備に関する重要事項の企画、立案、総括整理
- 国立公園調整官（近畿を除く）：自然環境の保護及び整備に関する特定事項の企画、立案、ならびに国立公園保護管理企画官、国立公園利用企画官、外客受入施設専門官及び国立公園管理官の職務の統括
- 自然再生企画官（東北を除く）：自然再生の推進に関する特定事項の企画、立案、調整
- 生物多様性保全企画官：生物の多様性の確保に関する特定事項の企画、立案、調整
- 動物愛護専門官（関東、中部、近畿のみ）：人の飼養に係る動物の愛護に関する専門の行政事務
- 国立公園企画官（北海道、中部、九州のみ）：国立公園課の所掌事務に関する特定事項の企画、立案、調整
- 野生生物企画官（北海道、中部、九州のみ）：野生生物課の所掌事務に関する特定事項の企画、立案、調整
- 自然環境整備企画官（北海道、中部、九州のみ）：自然環境整備課の所掌事務に関する特定事項の企画、立案、調整
- 世界自然遺産専門官（北海道、東北、関東、九州のみ）：世界自然遺産の保護、保存及び整備に関する専門の行政事務
- 国立公園保護管理企画官（近畿を除く）：国立公園の保護及び整備に関する特定事項の企画、立案、調整（国立公園利用企画官の所掌に属するものを除く）
- 国立公園利用企画官（近畿を除く）：国立公園の保護及び整備（地域の魅力の増進に係るもの）および国立公園に関する事業の振興に関する特定事項の企画、立案、調整
- 外客受入施設専門官（中国四国、九州のみ）：国立公園の保護及び整備に関する事業に係る施設の整備等に関する専門の行政事務
- 世界自然遺産調整専門官（関東、九州のみ）：世界自然遺産の保護、保存及び整備に関する専門の行政事務
- 離島希少種保全専門官（関東、九州のみ）：離島における希少野生動植物の種の保存に関する専門の行政事務
- 利用拠点再生専門官（北海道、東北のみ）：国立公園の利用のための拠点となる区域内の老朽その他の事由により使用されていない施設の撤去及び当該区域の景観の再生に関する計画の策定に係る調整に関する専門の行政事務
- 用地保全専門官（九州のみ）：国立公園の用地の保全に関する専門の行政事務
- 滞在環境整備専門官（北海道、東北、関東、中部、九州のみ）：国立公園における来訪者又は滞在者の利便の増進に寄与する施設の整備等に関する専門の行政事務
- 首席自然保護官（東北、関東、九州のみ）：：国立公園課、野生生物課及び自然環境整備課の所掌事務の一部を処理、自然保護官の指揮監督
  - 自然保護官：国立公園課、野生生物課及び自然環境整備課の所掌事務の一部を処理
- 国立公園管理官（近畿を除く）：自然環境の保護及び整備に関する特定事項に関する事務

※また、下位組織として、従来の事務所が置かれていた場所を中心に担当官を配置する事務所を12箇所、国立公園の現地管理等の機能を維持するための自然保護官事務所を71箇所が設置されている。

## 名称及び管轄区域
- 自然環境事務所・事務所・自然保護官事務所・国立公園管理事務所等は、各地方環境事務所の管内事務所欄を参照。

| 名称                   | 名称                   | 位置       | 管轄区域                                                                         |
| ---------------------- | ---------------------- | ---------- | -------------------------------------------------------------------------------- |
| 北海道地方環境事務所   | 北海道地方環境事務所   | 札幌市     | 北海道                                                                           |
| 東北地方環境事務所     | 東北地方環境事務所     | 仙台市     | 青森県、岩手県、宮城県、秋田県、山形県、福島県                                   |
| 福島地方環境事務所     | 福島地方環境事務所     | 福島市     | 福島県                                                                           |
| 関東地方環境事務所     | 関東地方環境事務所     | さいたま市 | 茨城県、栃木県、群馬県、埼玉県、千葉県、東京都、神奈川県、新潟県、山梨県、静岡県 |
| 中部地方環境事務所     | 中部地方環境事務所     | 名古屋市   | 富山県、石川県、福井県、長野県、岐阜県、愛知県、三重県                           |
| 近畿地方環境事務所     | 近畿地方環境事務所     | 大阪市     | 滋賀県、京都府、大阪府、兵庫県、奈良県、和歌山県                                 |
| 中国四国地方環境事務所 | 中国四国地方環境事務所 | 岡山市     | 鳥取県、島根県、岡山県、広島県、山口県、徳島県、香川県、愛媛県、高知県           |
| 九州地方環境事務所     | 九州地方環境事務所     | 熊本市     | 福岡県、佐賀県、長崎県、熊本県、大分県、宮崎県、鹿児島県、沖縄県                 |

ただし、以下の国立公園・国指定鳥獣保護区に関しては、本来の管轄地域以外の都道府県に属していても特例として以下の環境事務所の管轄となる。
| 名称               | 名称               | 国立公園                                                                     | 国指定鳥獣保護区                   |
| ------------------ | ------------------ | ---------------------------------------------------------------------------- | ---------------------------------- |
| 東北地方環境事務所 | 東北地方環境事務所 | 磐梯朝日国立公園（新潟県）                                                   | 国指定大鳥朝日鳥獣保護区（新潟県） |
| 関東地方環境事務所 | 関東地方環境事務所 | 日光国立公園（福島県）、秩父多摩甲斐国立公園・南アルプス国立公園（長野県）   | なし                               |
| 中部地方環境事務所 | 中部地方環境事務所 | 上信越高原国立公園（群馬県）、上信越高原国立公園・中部山岳国立公園（新潟県） | 国指定浅間鳥獣保護区（群馬県）     |
| 近畿地方環境事務所 | 近畿地方環境事務所 | 吉野熊野国立公園（三重県）、山陰海岸国立公園（鳥取県）                       | 国指定大台山系鳥獣保護区（三重県） |